# Franziska von Wertheimstein
Franziska von Wertheimstein (née le 17 août 1844 à Vienne et morte le 19 février 1907 à Vienne) est une salonnière et mécène autrichienne.

## Biographie
Franziska est la fille du banquier Leopold von Wertheimstein et de Josephine Gomperz. Le Dr. Eduard Wessel est son précepteur.
Son père achète dans l'héritage de Rudolf von Arthaber la maison à Döbling qui deviendra la Villa Wertheimstein. En 1876, elle y entretient autour d'elle en un salon littéraire un cercle d'amis inspirés dont Ferdinand von Saar.
Franziska von Wertheimstein est connue pour sa charité et la serviabilité, même si elles étaient parfois mal récompensées. Franziska montre un peu plus tard les symptômes d'une maladie mentale naissante prise en charge par Josef Breuer, puis meurt six mois plus tard. Elle est enterrée dans la carré juif du cimetière de Döbling.
Dans son testament, elle lègue la maison de Vienne et son jardin "pour le bien du peuple". La Villa Wertheimstein est devenue un musée et un parc, le parc Wertheimstein.

## Source, notes et références
- (de) Cet article est partiellement ou en totalité issu de l’article de Wikipédia en allemand intitulé « Franziska von Wertheimstein » (voir la liste des auteurs).